# Cratere Berkner
Berkner è un cratere lunare di 87,62 km situato nella parte nord-orientale della faccia nascosta della Luna.
Il cratere è dedicato al geofisico statunitense Lloyd Viel Berkner.

## Crateri correlati
Alcuni crateri minori situati in prossimità di Berkner sono convenzionalmente identificati, sulle mappe lunari, attraverso una lettera associata al nome.
| Berkner | Coordinate             | Diametro (in km) |
| ------- | ---------------------- | ---------------- |
| A       | 27°37′12″N 104°54′36″W | 21,8             |
| B       | 29°26′24″N 104°14′24″W | 33,85            |
| Y       | 27°45′36″N 106°19′12″W | 31,19            |